# Сніцарчук Лідія Віталіївна
Лідія Віталіївна Сніцарчук — доктор наук із соціальних комунікацій (2010), професор (2015), заступниця генерального директора з наукової роботи Львівської національної наукової бібліотеки України імені В. Стефаника, директор Науково-дослідного інституту пресознавства.

## Наукова робота
Випускниця Українського поліграфічного інституту ім. І. Федорова (нині — Українська академія друкарства) (спеціальність "Журналістика", спеціалізація "редагування наукової, технічної, рекламної, інформаційної літератури". Працювала у видавництвах України та Литви.
Від травня 1993 р. працює у Науково-дослідному центрі періодики (нині — Науково-дослідний інституту пресознавства). Очолює цю інституцію з 2003 р., досліджуючи історію української журналістики ХІХ-ХХ ст. 
Кандидат філологічних наук, тема дисертації: «Українська сатирично-гумористична преса Галичини 20-30-х рр. ХХ ст.».
Доктор наук із соціальних комунікацій. Тема дисертації: "Українська преса Галичини (1919-1939 рр.): політико-правові умови функціонування, тенденції розвитку, організаційно-журналістська практика".
Нагороджена Відзнаками НАН України «За професійні здобутки» (2013) та «За підготовку наукової зміни» (2018), Почесною грамотою Президії НАН України і ЦК Профспілки НАН України (2009, 2010), Почесною грамотою Західного наукового центру НАН і МОН України (2013) та ін.

## Праці
1. Сніцарчук Л. В. Українська сатирично-гумористична преса Галичини 20-30-х рр. ХХ ст. : іст.-функціон. аспект та інтерпретаційні особливості / Лідія В. Сніцарчук. — Львів: УАД, 2007. — 240 с.
2. Іван Тиктор: талан і талант: монографія / Н. Зелінська, Л. Сніцарчук, Е. Огар та ін.; кер. авт. кол. О. Думанська. — Львів: Українська академія друкарства, 2007. — 240 c.
3. Сніцарчук Л. Українська преса Галичини (1919—1939 рр.) і журналістикознавчий дискурс: монографія / Лідія Сніцарчук. — Львів, 2009.— 416 с.
4. Українська преса в Україні та світі XIX—XX ст. : іст.-бібліогр. дослідж. Львів, 2007. — Т. 1: 1812—1890 рр.; 2009. — Т. 2: 1891—1905 рр.; Львів, 2011. — Т. 3: 1905—1910 рр., Т.4.: 1911-1916 рр. / НАН України, Львівська національна наукова бібліотека ім. В. Стефаника, Науково-дослідний інститут пресознавства / уклад.: м. В. Галушко, М. М. Романюк, Л. В. Сніцарчук.
5. Сніцарчук Л. Назар Гнатюк: «Бути журналістом в тяжкий для пресової праці час» (1917–1921 рр.) // Образ : науковий журнал. – Суми ; Київ, 2017. – Вип. 3 (25). – С. 78–88.
6. Сніцарчук Л. Польськомовні мемуари ХІХ ст. у фондах Львівської національної наукової бібліотеки України імені В.Стефаника // Rola i miejsce dziewiętnastowiecznych pamiętników i listów w badaniach historycznych. – Kielce : Uniwersytet Jana Kochanowskiego, 2017. – C. 45–56.
7. Сніцарчук Л. «Щоб пам’ять минулих днів не пропала…»: спогади учасників національно-визвольних змагань у корпусі публікацій «Літопису Червоної Калини» (1929–1939 рр.) // Сучасний мас-медійний простір: реалії та перспективи розвитку. – Вінниця, 2016. – С. 93–98.
8. Сніцарчук Л. Діалоги про «добру» й «злу» пресу як профетична павіть сучасних дискусій (за матеріалами міжвоєнних галицьких видань) Журналістика. Філологія. Медіаосвіта: збірник наукових праць. – Полтава, 2014. – С. 222–226.
9. Сніцарчук Л. В. Журнал «Natio» як консолідаційна медіаплатформа національних меншин у Польській державі (1927 р.) / Л. В. Сніцарчук // Наукові записки Інституту журналістики. –  Т. 56. – Київ, 2014. –  С. 347–358.
10. Сніцарчук Л. Легко долаючи «важкопрохідні джунглі»: дитяча книга як об'єкт дослідження / Лідія Сніцарчук // Збірник праць Науково—дослідного інституту пресознавства. — Львів, 2012. —Вип. 2. (20). — С. 450—458.
11. Сніцарчук Л. Пресознавча публіцистика української преси Галичини (1919—1939 рр.) як профетизм сучасної медіапрактики / Лідія Сніцарчук // Наукові записки (Українська академія друкарства) — Львів, 2011. —№ 4 (37). — С. 183—193.
12. Сніцарчук Л. Українська преса у міжвоєнній Галичині: періодичність як індикатор інтенсивності комунікації / Лідія Сніцарчук // Наукові праці Кам'янець- Подільського національного університету імені Івана Огієнка: філологічні науки. — Кам'янець-Подільський: ПП «Медобори–2006», 2011. — Вип. 25. — С. 401—405.
13. Сніцарчук Л. Людина і свобода: філософсько-політичні концепції правої вітчизняної думки на тлі міжвоєнної доби / Лідія Сніцарчук // Збірник праць Науково-дослідного інституту пресознавства. — Львів, 2011. — Вип. 1 (19). — С. 481—486.
14. Сніцарчук Л. «Журналістом може стати кожний»?!: обговорення доцільності спеціальної освіти в українській пресі Галичини 1920-1930-х рр. / Лідія Сніцарчук // Держава та регіони: науково-виробничий журнал. — Серія: Соціальні комунікації. — Запоріжжя, 2010. — № 2. — С. 74-79.
15. Сніцарчук Л. Історія української журналістики: важливість, сучасний стан і особливості творення / Лідія Сніцарчук // Львівська національна бібліотека України імені В. Стефаника: історія і сучасність: доп. та повідомл. Міжнар. наук. конференції, Львів, 28-30 жовтня 2010. — Львів, 2010. — С. 598—560.